# Diradops granulata
Diradops granulata là một loài tò vò trong họ Ichneumonidae.